# Side (Travis)
Side è un singolo del gruppo musicale scozzese Travis, pubblicato nel 2001 ed estratto dall'album The Invisible Band.

## Tracce
- CD 1 (UK)

1. Side - 3:57
2. Driftwood (Live At Barrowlands) - 3:54
3. All the Young Dudes (Live At Barrowlands) - 4:04

- CD 2 (UK)

1. Side - 3:57
2. You're a Big Girl Now - 3:58
3. Ancient Train - 2:35

- 7" Vinile/Cassetta

1. Side - 3:57
2. All the Young Dudes (Live At Barrowlands) - 4:04